# Chaumont-devant-Damvillers
Chaumont-devant-Damvillers é uma comuna francesa na região administrativa de Grande Leste, no departamento de Meuse. Estende-se por uma área de 5,35 km². Em 2010 a comuna tinha 49 habitantes (densidade: 9,2 hab./km²).